# Nāḩiyat Markaz ‘Ayn al ‘Arab
Nāḩiyat Markaz ‘Ayn al ‘Arab (arabiska: ناحية مركز عين العرب, kurdiska: Kobanê, Kubanê, Kobanî, Kubanî, كوبانێ, كۆبانێ, كۆبانى, كوبانى) är ett subdistrikt i Syrien.   Det ligger i provinsen Aleppo, i den norra delen av landet, 400 km nordost om huvudstaden Damaskus.
Omgivningarna runt Nāḩiyat Markaz ‘Ayn al ‘Arab är i huvudsak ett öppet busklandskap. Runt Nāḩiyat Markaz ‘Ayn al ‘Arab är det ganska tätbefolkat, med 86 invånare per kvadratkilometer.